# دریس وویتنس
دریس وویتنس (انگلیسی: Dries Wuytens؛ زادهٔ ۱۸ مارس ۱۹۹۱) بازیکن فوتبال اهل بلژیک است.
از باشگاه‌هایی که در آن بازی کرده‌است می‌توان به باشگاه فوتبال اسپارتا روتردام، باشگاه ورزشی بیرشات، باشگاه فوتبال هراکس آلملو، باشگاه ورزشی بووران، و باشگاه فوتبال ویلم دوم اشاره کرد.
وی همچنین در تیم‌های ملی فوتبال زیر ۱۹ سال بلژیک، زیر ۱۹ سال بلژیک، و زیر ۲۱ سال بلژیک بازی کرده‌است.